# ريتشارد بين كرامر
ريتشارد بين كرامر (بالإنجليزية: Richard Ben Cramer)‏ هو صحفي أمريكي، ولد في 12 يونيو 1950 في روتشستر في الولايات المتحدة، وتوفي في 7 يناير 2013 في بالتيمور في الولايات المتحدة.

## وصلات خارجية
- ريتشارد بين كرامر على موقع IMDb (الإنجليزية)
- ريتشارد بين كرامر على موقع قاعدة بيانات الفيلم (الإنجليزية)
- ريتشارد بين كرامر على موقع كينوبويسك (الروسية)